# 勞堪
勞堪（1529年—1616年），字君任，又字任之，號道亭，又號廬岳，江西九江府德化縣人，民籍，明朝政治人物。

## 生平
嘉靖八年（1529年）正月二十日生，嘉靖三十四年（1555年）乙卯科江西鄉試第九十三名舉人。嘉靖三十五年（1556年）中式丙辰科二甲第七十七名進士。都察院观政，授刑部主事，四十年调礼部，四十一年升员外，升廣東佥事，四十四年升浙江右参议，隆慶二年（1568年）正月升四川提学副使，五年正月以贤能卓异入觐，賜衣一袭、钞百锭，升本省左参政，六年（1571年）七月升浙江按察使。
萬曆元年（1573年）五月升山东右布政使，三年（1575年）丁母忧归。五年六月復除福建右布政使，六年正月升浙江左布政，八年（1580年）正月调福建，六月升都察院右副都御史、巡抚福建地方，十年（1582年）七月升左副都御史、協理院事，十一年二月被劾降一级，调南京用。博學能文，著作甚豐。在各地為官時常常為民眾興利除弊，所在的地方多有德政。
萬曆年間任福建巡撫，同安知縣金枝向勞堪告發洪朝選居鄉不法之事。早在萬曆二年，劉夢龍已向福建巡按御史孫琮提交了洪朝選的罪證，但孫琮置之不理。万历九年十二月，勞堪依據朝廷公文，將洪朝選逮捕下獄。次年正月二十四日，洪朝选在狱中自缢身亡。萬曆十年，張居正死，御史丘橓彈劾勞堪枉殺朝選。同年十二月十九日，给事中孙玮弹劾劳堪故勘洪朝选，使其致死。萬曆十五年（1587年）五月，经三法司会审，劳堪以“故禁、故勘”之科条，發配浙江观海卫终身充军。萬曆二十五年（1597年）九月，遇诏赦返乡。劳堪案实为万历朝前期“倒張運動”之政治迫害事件。

## 家族
曾祖勞溥，貢士贈南京刑部員外郎；祖父勞傅相，工部郎中加正四品服色；父勞思（1510年-1597年），號敬所，生员封礼部员外郎，累封通議大夫都察院左副都御史。母陳氏，封太安人。劳堪生子五，长钦亮，年十七，亡，聘朱氏，未婚，朱氏不愿另婚，随钦亮而去。钦亮为冯氏出。次子钦采，庄氏出，三子钦臣，冯氏出；四子钦邻，冯氏出；五子钦顺，柳氏出。生女五。孙男七：一定国、二安国、三经国、四纬国、五胜国、六康国、七宁国。孙女二。曾孙女三。